# Верба (Люблінське воєводство)
Верба (пол. Wierzba, Вежба) — село в Польщі, у гміні Старе Замостя Замойського повіту Люблінського воєводства. Населення — 933 особи (2011).

## Історія
1620 року вперше згадується православна церква в селі.
У 1975—1998 роках село належало до Замойського воєводства.

## Демографія
Демографічна структура станом на 31 березня 2011 року:
|          | Загалом | Допрацездатний вік | Працездатний вік | Постпрацездатний вік |
| -------- | ------- | ------------------ | ---------------- | -------------------- |
| Чоловіки | 461     | 84                 | 312              | 65                   |
| Жінки    | 472     | 104                | 258              | 110                  |
| Разом    | 933     | 188                | 570              | 175                  |